# Līvāni
Līvāni (ryska: Ливаны) är en kommunhuvudort i Lettland.   Den ligger i kommunen Līvānu novads, i den sydöstra delen av landet, 140 km sydost om huvudstaden Riga. Līvāni ligger 92 meter över havet och antalet invånare är 10 073.
Terrängen runt Līvāni är mycket platt. Runt Līvāni är det glesbefolkat, med 8 invånare per kvadratkilometer. Det finns inga andra samhällen i närheten. Omgivningarna runt Līvāni är en mosaik av jordbruksmark och naturlig växtlighet.